# I Ain't No Miracle Worker
I Ain't No Miracle Worker è una canzone della band garage rock statunitense The Brogues, scritta da Annette Tucker e Nancie Mantz, e pubblicata come secondo e ultimo singolo del gruppo su Challenge Records, nel novembre 1965. La composizione è ora considerata un classico del genere musicale del garage rock, ed è riapparsa in diversi album di compilation ed è stata rifatta da numerosi artisti musicali. La resa originale dei Brogues è stata influenzata musicalmente dai loro contemporanei nel circuito R&B e della British invasion.

## Storia

### Composizione del brano e contesto
The Brogues furono tempestivamente chiamati a registrare un nuovo singolo, subito dopo il loro debutto intitolato "Someday". La band aveva infatti raggiunto una notevole popolarità presso la costa occidentale anche grazie al loro stile ribelle ed ai movimentati concerti. Fu così che a metà del 1965 The Brogues, che nel frattempo avevano visto l'ingresso nella band di Gary Cole, ex cantante dei Ratz, entrarono in studio alla Sunset Recorders di Los Angeles per registrare "I Ain't No Miracle Worker". Il brano era stato scritto dalla coppia di cantautori di Annette Tucker e Nancie Mantz, insieme a "Don't Shoot Me Down" Il protagonista del testo della canzone si esprime come un perdente senza pretese che, sommessamente, confessa nel coro "Non faccio miracoli / Faccio il meglio che posso".

### 1965-1970: L'uscita del brano e le prime cover
La versione originale di "I Ain't No Miracle Worker" suonata da The Brogues fu pubblicato nel novembre 1965 per l'etichetta indipendente Challenge. Al momento del rilascio, tuttavia, il singolo non ottenne la popolarità nazionale anche a causa del fatto che la casa discografica profuse molti più sforzi per pubblicizzare Lies dei The Knickerbockers che uscì nello stesso periodo. Inoltre, i Brogues stessi non poterono promuovere appieno il singole poiché due dei loro membri furono arruolati nelle forze armate.
Nonostante l'iniziale fredda accoglienza del pubblico, il brano vide molti rifacimenti successivi non solo negli States: Se The Chocolate Watchband ne rifecero una propria versione nell'album The Inner Mystique (Tower Records, 1968), altre versioni statunitensi del brano furono quelle di Jimmy and the Offbeats e dei Miracle Man (in seguito noti come Scott Miller & the Commonwealth). In Australia il brano fu invece ripreso da Gene Pierson e pubblicato nel 1970 dalla Festival Records. Ma la versione di maggior successo fu proprio quella italiana, dove il brano venne ripreso da diverse band e consacrato alle classifiche da I Corvi, con il titolo Un ragazzo di strada (Ariston Records, 1966).

### 1985-1995:"I Ain't No Miracle Worker"nel revival garage rock
In Italia la cover di "Un ragazzo di strada" fu riproposta già nel 1980 dal gruppo punk rock Skiantos all'interno dell'album Pesissimo! (Cramps Records), per poi essere ripreso l'anno dopo da Ivan Cattaneo nel suo disco di cover Duemila60 Italian Graffiati.
Solo negli anni successivi, con l'affermarsi di una scena sempre più consolidata di revival garage rock alla ricerca delle origini del punk, il brano fu ripescato e riproposto anche nei paesi anglofoni. Nel 1981 furono The Chesterfield Kings a rifare la cover in un 7" che vedeva nel lato B la cover di Exit 9 dei The Heard, mentre nel 1983 The Barracudas riproposero "I Ain't No Miracle Worker" nel loro album Mean Time (Closer Records). Bisognerà invece aspettare il 1985 per vedere il brano originale inserito in uno dei volumi-compilazione di maggior successo dedicato al garage rock degli anni sessanta, i Nuggets, con il volume six.

## Versione originale: The Brogues
Se Annette Tucker e Nancie Mantz avevano composto un brano dal sapore malinconico e cantautoriale, The Brogues decisero di rielaborare l'originale arrangiamento con una sezione ritmica ispirata ai Byrds e una melodia di chitarra dominata da effetti fuzz, che entravano in conflitto con gli altoparlanti rotti di Eddie Rodrigues. Oltre al sorprendente motivo di chitarra, la canzone fu anche caratterizzataa dalle interiezioni di organo elettronico di Rick Campbell, dalla pesanti linea di basso di Bill Whittington e dalla voce soul di Cole,, che riusciva a far scaturire dal brano una sensazione di sfida e mistero, anche grazie al loro inserimento nella linea vocale del coro della strofa "I ain't no miracle worker / ... / I do the best that I can".

## Versione dei The Chocolate Watchband
La versione della band californiana
Inclusa nel loro secondo album The Inner Mystique presenta sonorità molto più dure ed al passo con i tempi psichedelici di fine anni sessanta.

## Le versioni italiane
Una versione in italiano, intitolata Un ragazzo di strada è stata incisa dai Bounty Killers nella primavera del 1966.
La versione più nota, uscita qualche settimana dopo con testo leggermente diverso, è stata quella registrata da I Corvi, ed è stato il loro maggior successo. Il testo delle versioni italiane è abbastanza lontano dall'originale: in entrambi i casi il protagonista richiama la sua ragazza al senso di realtà, ma nel testo in italiano il ragazzo si dichiara un poco di buono, mentre nel testo in inglese è semplicemente un uomo comune che non è in grado di dare alla sua ragazza la storia d'amore romanzesca che lei vorrebbe.
- 1966 - The Bats
- 1966 - I Meteors, 1966
- 1967 - Gli Evangelisti, 1967
- 1980 - Skiantos, 1980
- 1981 - Ivan Cattaneo, nell'album Duemila60 Italian Graffiati
- 1990 - Rats
- 2003 - Tonino Carotone, nell'album Senza ritorno
- 2007 - Matia Bazar
- 2008 - I Pooh
- 2009 - The Bastard Sons of Dioniso
- 2009 - Vasco Rossi, durante il Concerto del Primo Maggio brano poi inserito in Tracks 2 - Inediti & rarità
- 2011 - Criminal Jokers
- 2013 - Calibro 35 feat. Manuel Agnelli[10][11]